# Open Space
Pour les articles homonymes, voir Ange (homonymie).
Open Space est une sculpture contemporaine créée par l'artiste anglais Antony Gormley, inaugurée en 1994 et située sur la place Jean-Monnet à Rennes. C'est la seule œuvre de cet artiste exposé dans l'espace public en France.

## Description
Sculpture en acier d'un homme agenouillé sur une dalle de béton circulaire, la figure est un moulage de l'artiste qui tend l'oreille vers le sol. Elle mesure 48 x 92 x 59 cm.
La figure et la dalle occupent presque entièrement la petite place Jean Monnet dans le quartier Francisco-Ferrer-Verne-Poterie à Rennes.

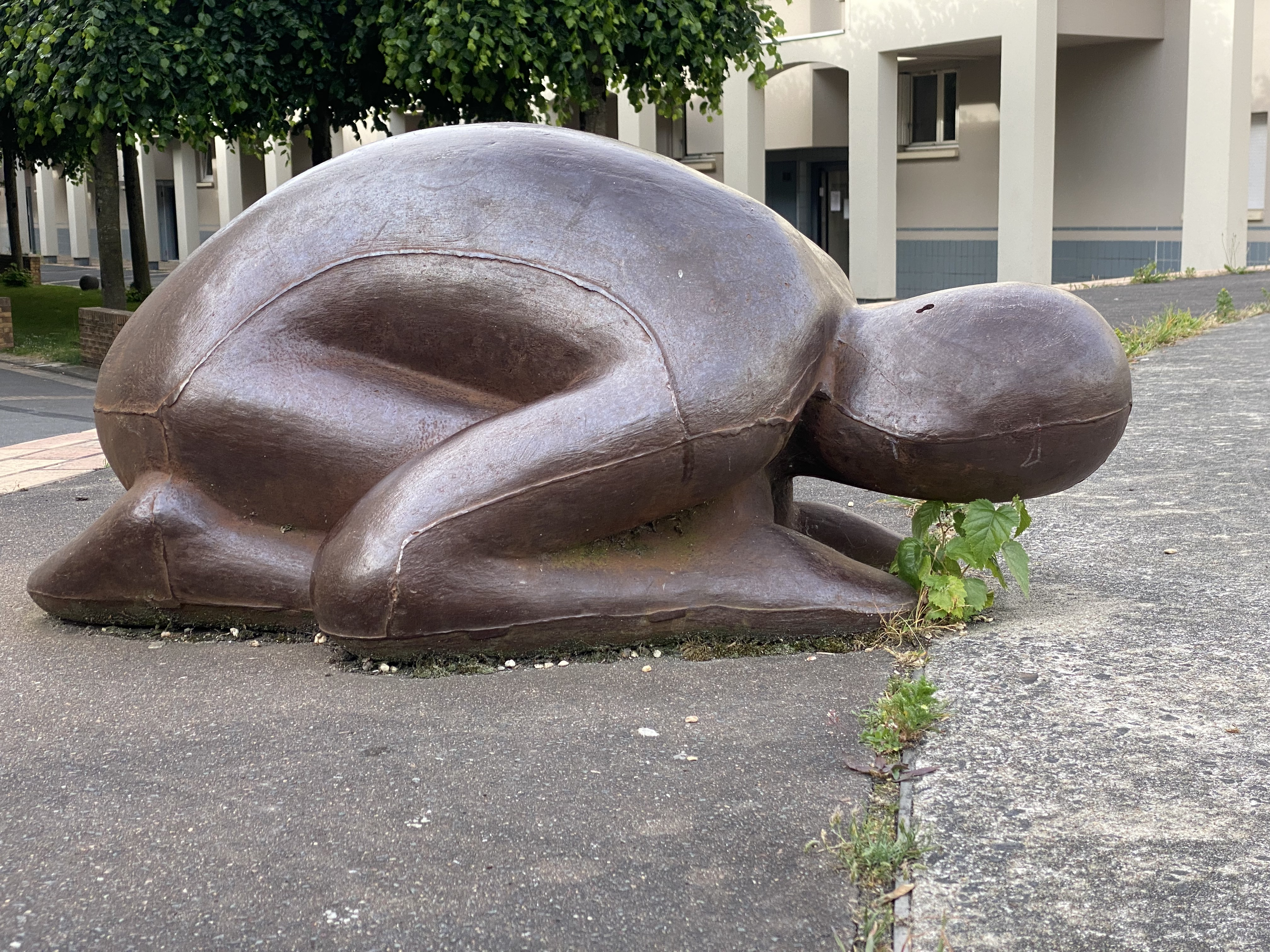
La sculpture
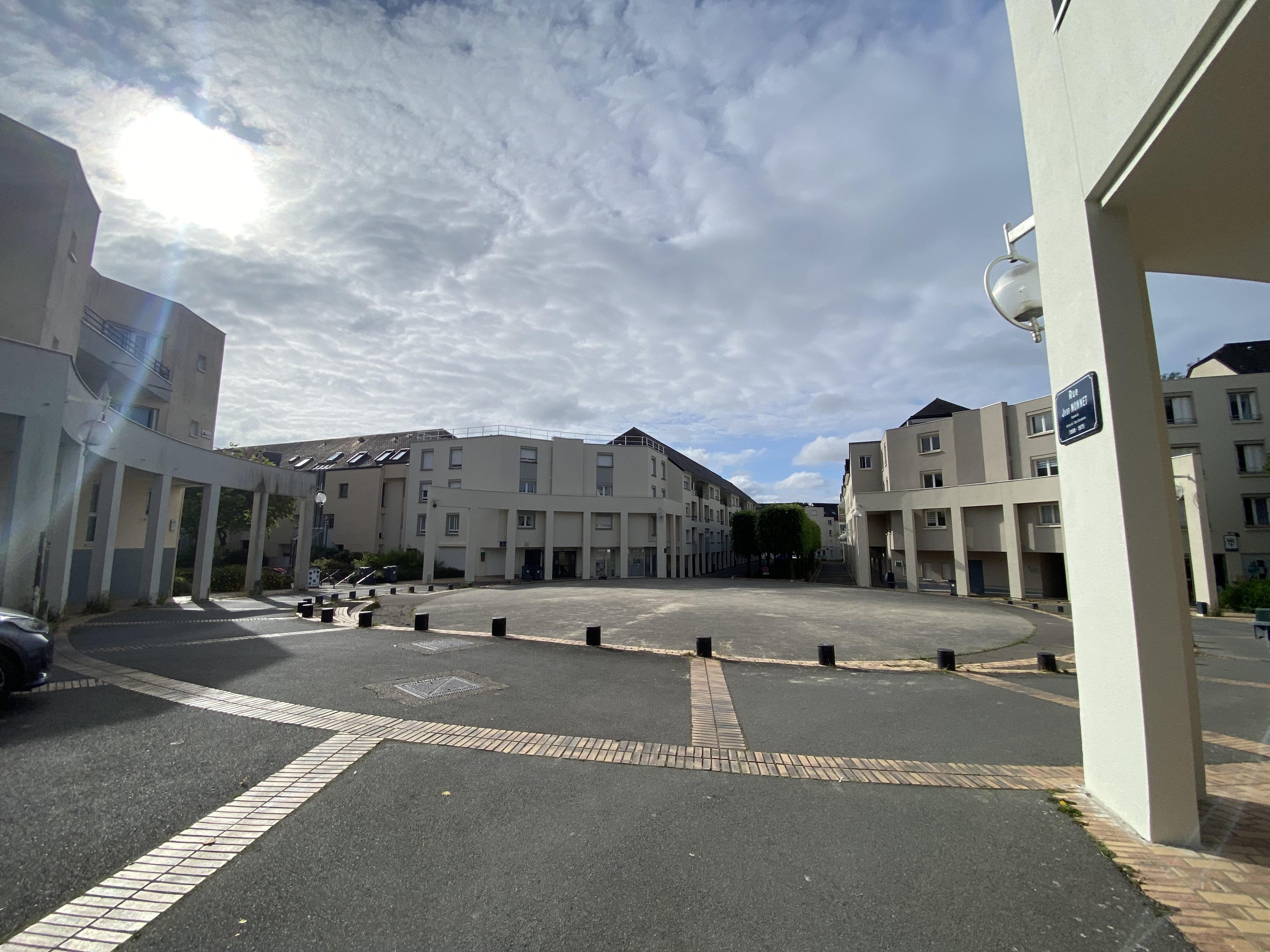
Place centrale avec la sculpture au fond à gauche

## Construction
Le projet de construction a débuté en 1991 pour une livraison en 1994. 